# John de Jongh

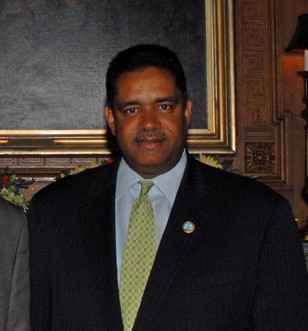

John de Jongh (ur. 13 listopada 1957, Saint Thomas) – amerykański polityk, gubernator Wysp Dziewiczych Stanów Zjednoczonych od 1 stycznia 2007 do 5 stycznia 2015.
De Jongh urodził się na Wyspach Dziewiczych Stanów Zjednoczonych, jednak w dzieciństwie opuścił wyspy z powodu rozwodu rodziców. Wyjechał wraz z matką do Detroit. Studiował ekonomię w Antioch College w Ohio.
Po studiach powrócił na Wyspy Dziewicze. Przez kilka lat pracował jako członek Rady Rozwoju Ekonomicznego. Następnie podął pracę w Chase Manhattan Bank. W 1987 został mianowany komisarzem ds. finansów. Przeprowadził w tym czasie reformy finansowe, by wzmocnić gospodarkę wysp. W 1992 wycofał się z życia politycznego i podjął pracę zawodową w biznesie.
W 2002 de Jongh wystartował w wyborach na gubernatora Wysp Dziewiczych jako niezależny kandydat. Zajął drugie miejsce. W wyborach w 2006 wystartował z ramienia Demokratów. Przeszedł do drugiej tury, w której zwyciężył zdobywając 57% głosów. Urząd objął oficjalnie 1 stycznia 2007.